# Солтикув (Мазовецьке воєводство)
Солтикув (пол. Sołtyków) — село в Польщі, у гміні Скаришев Радомського повіту Мазовецького воєводства.
Населення — 549 осіб (2011).
У 1975-1998 роках село належало до Радомського воєводства.

## Демографія
Демографічна структура станом на 31 березня 2011 року:
|          | Загалом | Допрацездатний вік | Працездатний вік | Постпрацездатний вік |
| -------- | ------- | ------------------ | ---------------- | -------------------- |
| Чоловіки | 262     | 61                 | 181              | 20                   |
| Жінки    | 287     | 80                 | 167              | 40                   |
| Разом    | 549     | 141                | 348              | 60                   |